# Billy Bernard
Billy Bernard (ur. 9 kwietnia 1991 w Luksemburgu) – luksemburski piłkarz występujący na pozycji obrońcy, zawodnik Fola Esch. W latach 2010–2013 reprezentant Luksemburga.

## Życiorys
Jego brat Brice Bernard też jest piłkarzem i gra w FC Schifflange 95.

### Kariera klubowa
1 lipca 2008 został przeniesiony z zespołu juniorskiego do pierwszej drużyny Fola Esch. Zadebiutował 24 sierpnia 2008 na stadionie Stade de la Frontière (Esch-sur-Alzette) w zremisowanym 1:1 meczu Nationaldivisioun przeciwko Jeunesse Esch, na boisko wszedł w 63 minucie za Luciano Crapa. Pierwszą bramkę zdobył 16 sierpnia 2009 na stadionie Stade Émile Mayrisch w wygranym 5:4 meczu ligowym przeciwko Etzella Ettelbruck.

### Kariera reprezentacyjna
Reprezentant Luksemburga w kategoriach wiekowych U-19 i U-21.
W seniorskiej reprezentacji Luksemburga zadebiutował 11 sierpnia 2010 na stadionie Parc y Scarlets (Llanelli, Walia) w przegranym 1:5 meczu towarzyskim przeciwko Walii, na boisko wszedł w 86 minucie za Gillesa Bettmera.

## Sukcesy

### Klubowe
Fola Esch
- Zwycięzca Nationaldivisioun: 2012/2013, 2014/2015[7]
- Zdobywca drugiego miejsca Nationaldivisioun: 2013/2014, 2015/2016, 2018/2019[7]
- Zdobywca drugiego miejsca w Pucharze Luksemburga: 2017[7]